# Ấm trà

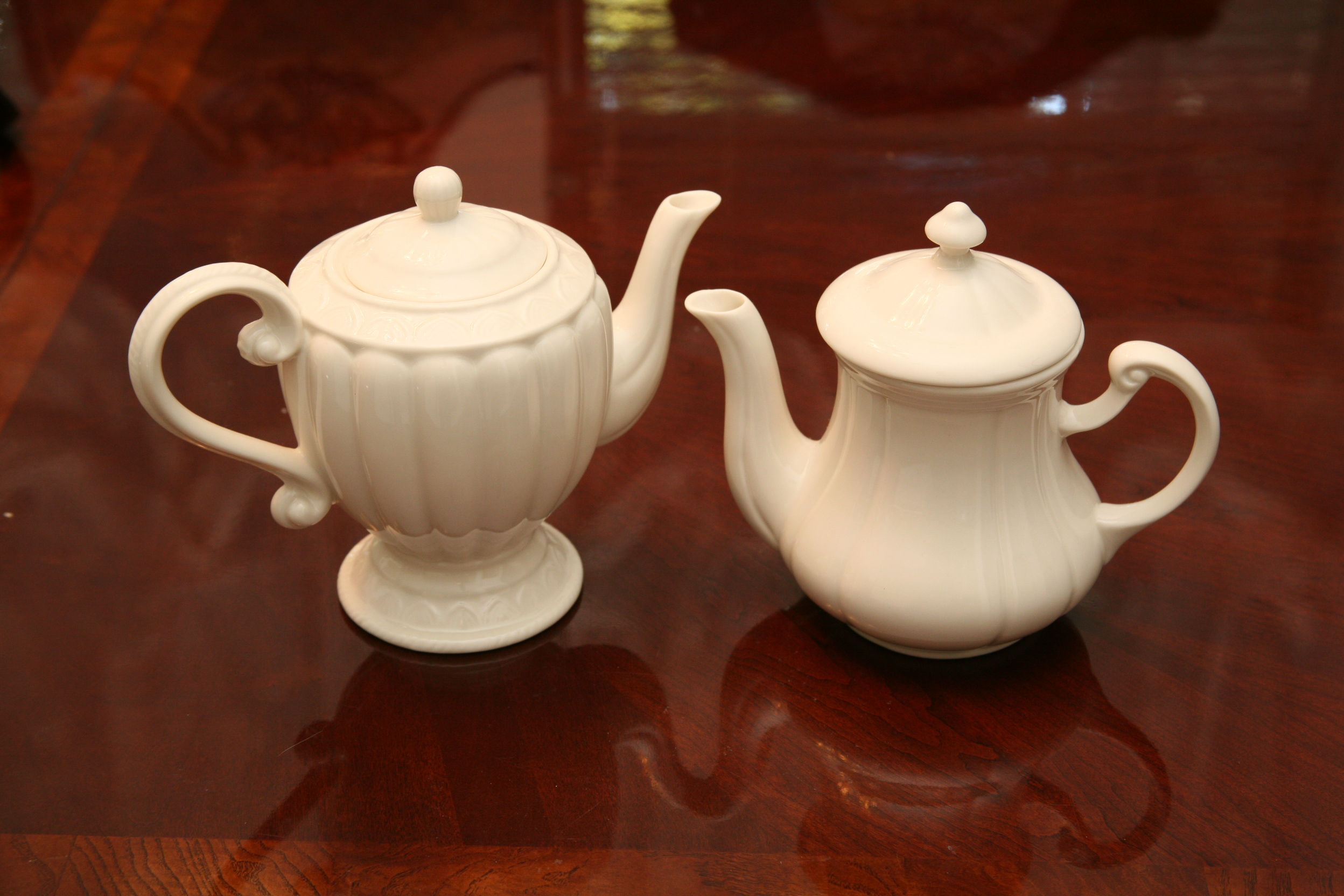
Hai ấm trà thời nữ hoàng Victoria của Anh.

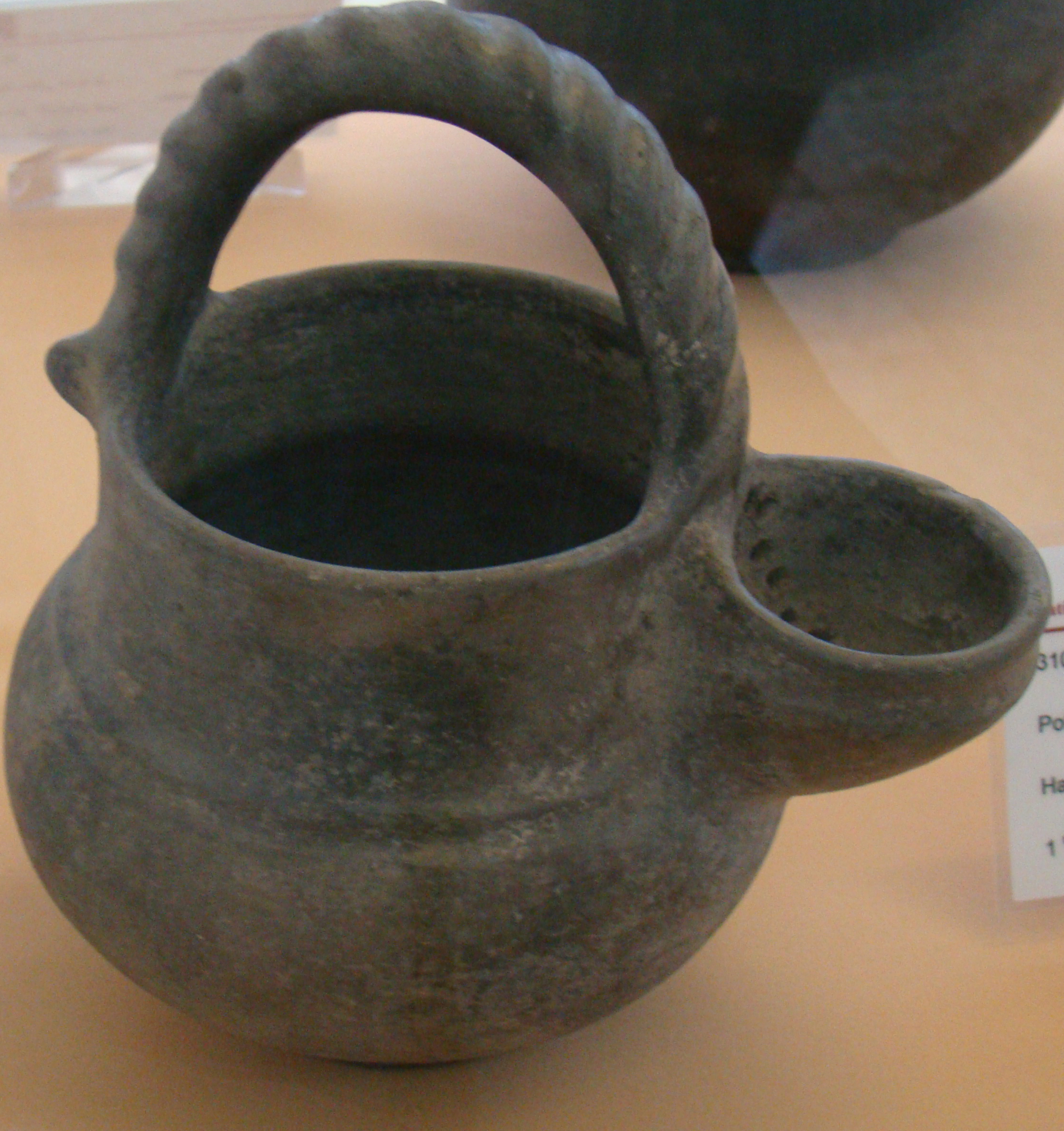
Một ấm trà của người Iran được tìm thấy ở Teppe Hasanlu, thuộc thiên niên kỷ thứ I trước công nguyên.

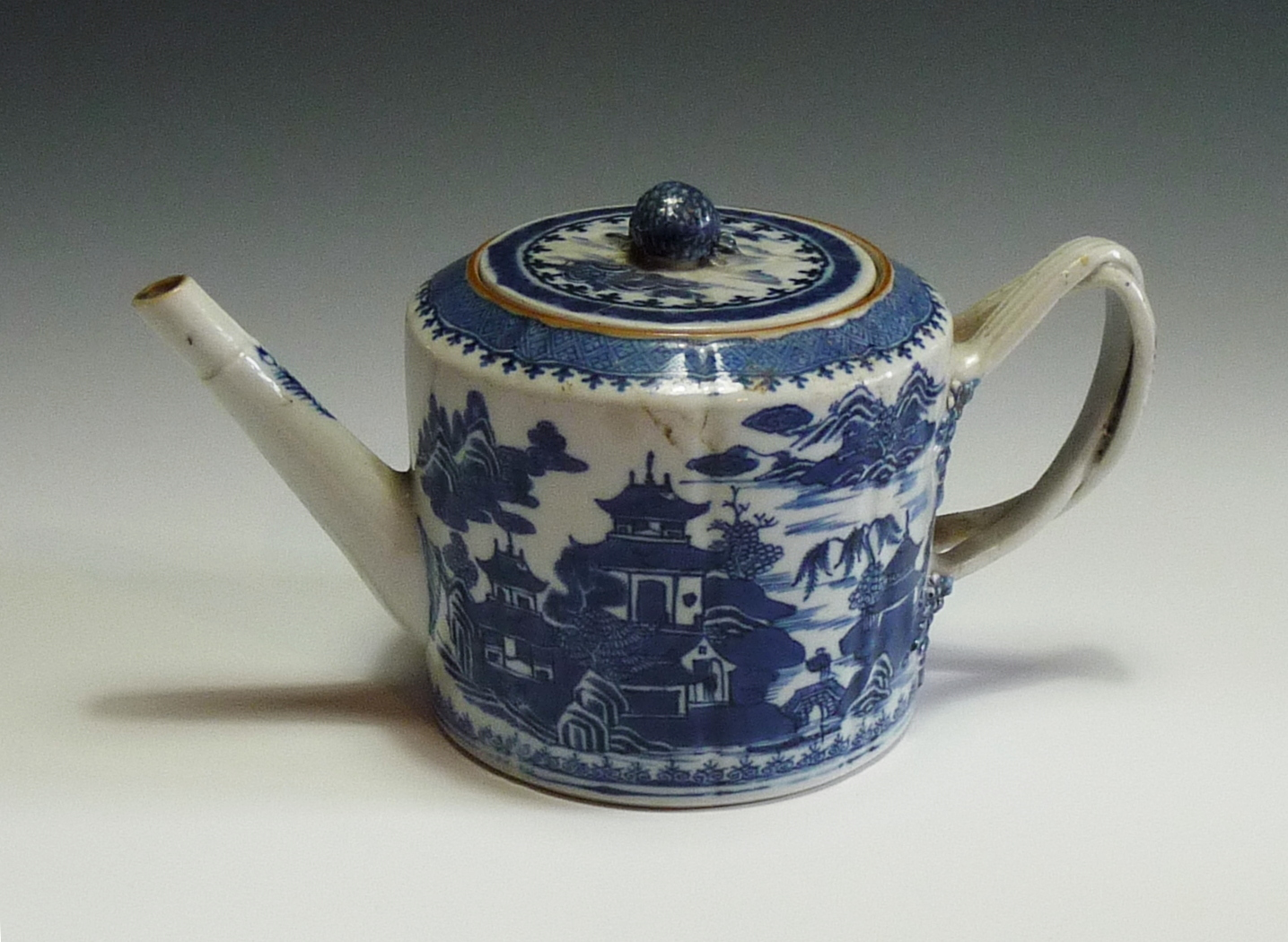
Một ấm trà Trung Hoa bằng sứ sơn xanh và trắng vào thế kỷ 18

Ấm trà hay bình trà là một cái ấm dùng để ngâm lá trà hoặc hỗn hợp thảo dược trong nước nóng. Trà có thể được đựng trong túi lọc hoặc ở dạng lỏng, trong trường hợp cần lọc trà, người ta ngâm lá trà trong nước trà cho đến khi trà được rót ra. Ấm trà thường có nắp mở ở đầu ấm, nơi người ta bỏ trà và nước vào, có tay cầm và vòi để rót trà. Một vài ấm trà còn có bộ lọc gắn liền ở miệng vòi. Một lỗ nhỏ trên nắp được khoét giúp cho không khí có thể vào trong ấm tránh tình trạng vòi ấm bị nhỏ giọt và dễ dàng rót nước trà (cân bằng áp suất không khí trong và ngoài ấm). Thời nay, ấm ủ nóng trà được sử dụng để ngâm trà tốt hơn hoặc để tránh trà nguội nhanh chóng khi để ngoài môi trường.

## Lịch sử của ấm trà
Ấm trà có lẽ bắt nguồn từ những ấm bằng gốm và bình rượu được làm từ đồng và một số kim loại khác, là một biểu trưng cho văn hóa đời sống người Trung Quốc hàng ngàn năm trước.
Ấm trà cổ duy nhất còn tồn tại cho đến ngày hôm nay có lẽ là chiếc ấm trong Nhà bảo tàng Văn hóa Gốm sứ Trà (Flagstaff House Museum of Teaware ở Hồng Kông); nó có mặt từ năm 1513 và được cho là của Gongchun.
Vào cuối thế kỷ 17 khi trà được vận chuyển từ Trung Quốc sang châu Âu như một phần của chuyến xuất khẩu hàng hóa gia vị. Chuyến hàng này không những có trà mà còn mang thêm các ấm trà bằng sứ. 
Phần lớn số ấm trà này đều được làm bằng sứ và sơn 2 màu trắng - xanh.
Chất liệu sứ có tráng men hoàn toàn chịu được nước biển mặn, vì thế các ấm trà được xếp dưới các boong tàu còn trà thì được để ở nơi khô ráo.
Ban đầu chỉ có tầng lớp thượng lưu ở châu Âu thưởng thức trà vì nó rất đắt đỏ. Các ấm trà sứ được đặc biệt ưa chuộng vì sứ không được sản xuất ở châu Âu trong thời kỳ đó. 
Mãi đến năm 1765 khi William Cookworthy đã nghĩ ra cách chế tạo vật liệu sứ và thành lập một xưởng sản xuất sứ tại Plymouth (Anh) tương tự ở Trung Quốc 
Người làm gốm thủ công ở châu Âu cuối cùng cũng sản xuất được loại ấm trà bằng gốm sứ, và đương nhiên họ chịu ảnh hưởng bởi các thiết kế Trung Hoa.

## Phân loại ấm
Ấm trà được phân biệt theo nhiều tiêu chuẩn khác nhau: theo chất liệu (sứ, gốm, bạc, đồng, nhựa...), theo xuất xứ (Bát Tràng, Giang Tây, Nhật, Nga...), theo tuổi, theo công dụng.

## Một số kỷ lục
Sách Kỷ lục Guinness ghi nhận một ấm trà ở Nghi Hưng, Giang Tô, Trung Quốc là ấm trà bằng gốm lớn nhất thế giới với chiều cao 1,8 mét và đường kính 1,5 mét, được làm từ cát tím, hoàn thành vào tháng 2 năm 2006 và có thể pha 10 kg trà mỗi lần.

## Văn hóa
- Bài hát "I'm a little teapot" (dân ca Mỹ)
- Nhân vật "Mrs. Potts" (do Angela Lansbury lồng tiếng) trong hoạt hình "Beauty and the beast" (1991)
- Nhân vật "Bà Bình" (do Thanh Thủy đóng) trong kịch "Ngày xửa ngày xưa 6: Người đẹp và quái vật" (2003)
- Nhân vật "Mrs. Potts" (do Emma Thompson đóng) trong phim điện ảnh "Beauty and the beast" (2017)

## Liên kết mở rộng
- Văn hóa trà qua các bộ ấm chén cổ Lưu trữ ngày 19 tháng 5 năm 2012 tại Wayback Machine
- Trà Việt
- A history of teapots Lưu trữ ngày 2 tháng 2 năm 2007 tại Wayback Machine
- Sparta Teapot Museum USA Lưu trữ ngày 20 tháng 2 năm 2007 tại Wayback Machine
- A brief history of teapots from Stoke-on-Trent Museums Lưu trữ ngày 20 tháng 11 năm 2007 tại Wayback Machine